# フィル・ヴァレンタイン
フィリップ・カー・ヴァレンタイン（英語: Philip Carr Valentine、1959年9月9日 - 2021年8月21日）は、アメリカ合衆国のラジオパーソナリティ、作家、俳優。
テネシー州ナッシュビルに位置するキュムラス・メディアのWWTNで毎日放送し、ウエストウッドワンのラジオネットワークを通じて全国に配信されるフィル・バレンタイン・ショーの主役を務めていた。

## 生涯
1959年9月9日、アメリカ合衆国でノースカロライナ州のロッキーマウントにて、民主党の下院議員であったティム・ヴァレンタインと母のもとに生まれた。13歳の時にナッシュビル・ファイブというバンドを結成して活動し、父親の活動により、民主党のイベントでライブをする機会があった。ノーザン・ナッシュ高校を卒業した後イースト・カロライナ大学に入学して経営などを学んだが深い声などを理由に友人からラジオ業界を勧められ、その後コネチカット放送学校に編入した。

### 晩年
2021年7月11日、Facebookで新型コロナウイルスに感染したことを公表。新型コロナウイルス感染症の治療にはFDAによる承認がされていない抗寄生虫薬のイベルメクチンが治療に用いられた。また、入院前からビタミンDを狂ったように服用していたという。
2021年8月21日、新型コロナウイルス感染症により死去。61歳没。2020年末には「私がコロナで死ぬ確率は1％もない」と豪語していたものの、入院後は「積極的にワクチンに賛成しなかったことを後悔している」と述べた。